# 나오미 스콧
나오미 스콧(영어: Naomi Scott, 1993년 5월 6일 ~ )은 잉글랜드의 배우, 가수이다. 2017년 영화 《파워레인져스: 더 비기닝》의 핑크 레인저 킴벌리 하트 역과 공상 과학 드라마 《테라 노바》의 메디 섀넌 역으로 알려져 있다. 또한 디즈니 채널의 오리지널 영화 《레모네이드 밴드》에서 모히니 “모” 바나르지 역 그리고 드라마 《라이프 바이츠》에서 메건 역으로도 출연했다. 《알라딘》의 실사화 리메이크작에서 자스민 공주를 맡았다. 2018년 7월, 소니 픽처스 엔터테인먼트는 그녀가 엘리자베스 뱅크스 연출의 《미녀 삼총사》 리부트 영화인 2019년 동명 영화에 크리스틴 스튜어트, 엘라 발린스카와 함께 삼총사로 캐스팅 되었음을 알렸다.

## 생애
스콧은 1993년 5월 6일 잉글랜드 런던에서 태어났다. 어머니 우샤 스콧 (혼전성 조쉬(Joshi))은 어린 시절 잉글랜드로 이민 온 우간다 출생의 구자라트계 인도인이고, 아버지 크리스토퍼 스콧은 잉글랜드인이다. 스콧은 오빠 조슈아를 두고 있다. 부모님 두 명 모두 런던 북동부 레드브리지 구의 우드퍼드에 있는 브리지 교회의 목사이다. 스콧은 선교 및 봉사 활동에 참여했었다. 또한 에식스 로크턴의 대버넌트 파운데이션 스쿨 (Davenant Foundation School)에 다녔다.
2014년 6월, 스콧은 4년 간의 열애 끝에 잉글랜드인 축구선수 조던 스펜스와 결혼했다.

## 경력
스콧은 브리지 교회의 청소년 밴드에서 음악 생활을 시작했다. 데버넌트 파운데이션 스쿨에 진학하여 뮤지컬과 연극을 학교에서 정기적으로 공연했다. 이후에 여성밴드 이터널의 영국인 팝가수 켈레 브라이언에게 발굴되었고, 브라이언은 그녀의 클라이언트로 계약을 맺었다. 스콧은 영국의 곡작가 및 프로듀서 제노메이니아와 작업을 하기도 했다.
연기에서 첫 주요 역할은 디즈니 채널 UK의 드라마 《라이프 바이츠》였다. 2010년, 그녀는 미국에서 그녀의 첫 배역인 2011년 디즈니 채널의 오리지널 영화 《레모네이드 마우스》에서 모히니 "모" 바나르 역으로 캐스팅 됐다. 같은 해, 그녀는 2011년 9월 폭스 방송에서 첫 방영을 한 공상과학 드라마 《테라 노바》에서 매디 섀넌 역으로 캐스팅됐다. 이 드라마는 한 시즌만에 캔슬됐다. 2013년, 스콧은 레모네이드 마우스에 같이 출연했던 브리짓 멘들러의 곡 "Hurricane"의 뮤직비디오에 출연했다. 2014년 8월, 그녀는 자신의 데뷔 EP 앨범 Invisible Division을 단독으로 발매했다. 스콧은 리들리 스콧의 《마션》에서 료코 역으로 캐스팅됐다. 그녀의 촬영 장면은 최종 편집본에서 삭제됐다. 2015년 10월, 그녀는 동명의 방송 프로그램을 각색한 《파워레인져스: 더 비기닝》 (2017)에 핑크 레인저인 킴벌리 하트 역으로 출연했다. 이 영화는 2017년 3월 24일에 개봉했고, 스콧에게 첫 틴 초이스 어워드상 후보 지명을 얻게 했다. 2017년 7월, 스콧은 《알라딘》의 실사화 리메이크 영화에 자스민 공주로 캐스팅 됐다.
2018년 7월, 스콧이 크리스틴 스튜어트, 엘라 발린스카와 함께 2019년에 엘리자베스 뱅크스가 연출하는 《미녀 삼총사》의 리부트 영화에 삼총사 중 한 명으로 출연할 것이라는 것이 확정되었다. 뱅크스는 보슬리의 배역도 연기할 예정이다.

## 출연 작품
| 연도 | 제목                    | 배역                    | 비고                     |
| ---- | ----------------------- | ----------------------- | ------------------------ |
| 2013 | Modern/Love             | 하퍼                    | 단편 영화                |
| 2013 | Our Lady of Lourdes     | 로데스                  | 단편 영화                |
| 2014 | Hello, Again            | 모라                    | 단편 영화                |
| 2015 | 33                      | 에스칼레트 세벌페다     |                          |
| 2015 | 마션                    | 료코                    | 삭제; 확장 버전에선 존재 |
| 2017 | 파워레인져스: 더 비기닝 | 킴벌리 하트/핑크 레인저 |                          |
| 2019 | 알라딘                  | 자스민 공주             |                          |
| 2019 | 미녀 삼총사 3           | 엘레나 허플린           |                          |
| 2024 | 스마일 2                | 스카이 라일리           |                          |

| 연도      | 제목              | 배역                 | 비고          |
| --------- | ----------------- | -------------------- | ------------- |
| 2008–2009 | 라이프 바이츠     | 메건                 | 주연, 11편    |
| 2011      | 레모네이드 마우스 | 모히니 "모" 바나르지 | 텔레비전 영화 |
| 2011      | 테라 노바         | 메디 섀넌            | 주연, 13편    |
| 2013      | 바이 에니 민스    | 버네사 벨라케스      | 에피소드: "3" |
| 2015–2016 | 루이스            | 사히라 데살          | 조연 (시즌 9) |

## 디스코그래피

### EP
| 제목               | 상세 정보                                                              |
| ------------------ | ---------------------------------------------------------------------- |
| Invisible Division | - 발매일: 2014년 8월 25일 - 형태: 디지털 다운로드 - 라벨: Independent  |
| Promises           | - 발매일: 2016년 8월 5일 - 포맷: 디지털 다운로드 - 레이블: Independent |

### 싱글
주 아티스트
| 제목                           | 연도 | 앨범               |
| ------------------------------ | ---- | ------------------ |
| "Motions"                      | 2014 | Invisible Division |
| "Lover's Lies"                 | 2016 | Promises           |
| "Vows"                         | 2017 | Non-album single   |
| "Irrelevant" (feat. 닉 브루어) | 2018 | Non-album single   |
| "So Low" / "Undercover"        | 2018 | Non-album single   |

피쳐링
| "Breakthrough" (레모네이드 하우스 출연진 중)                           | 2011 | 88 | 11 | 200 | Lemonade Mouth     |
| "Fall From Here" (닉 브루어 feat. 나오미 스콧)                         | 2014 | —  | —  | —   | Four Miles Further |
| "—"은 차트에 오르지 못 하거나 해당 차트에 발매하지 않은 것을 나타낸다. |      |    |    |     |                    |

### 그외 참여
| Title                   | 연도 | 다른 아티스트            | 앨범                                         |
| ----------------------- | ---- | ------------------------ | -------------------------------------------- |
| "She's So Gone"         | 2011 | 빈칸                     | Lemonade Mouth                               |
| "More Than a Band"      | 2011 | 레모네이드 마우스 출연진 | Lemonade Mouth                               |
| "Livin' on a High Wire" | 2011 | 레모네이드 마우스 출연진 | Lemonade Mouth                               |
| "Speechless (Part 1)"   | 2019 | 빈칸                     | Aladdin (Original Motion Picture Soundtrack) |
| "A Whole New World"     | 2019 | 미나 마수드              | Aladdin (Original Motion Picture Soundtrack) |
| "Speechless (Part 2)"   | 2019 | 빈칸                     | Aladdin (Original Motion Picture Soundtrack) |
| "Speechless (Full)"     | 2019 | 빈칸                     | Aladdin (Original Motion Picture Soundtrack) |
| "Desert Moon"           | 2019 | 미나 마수드              |                                              |

### 뮤직 비디오
| 제목             | 연도          | 아티스트      | 감독          | 비고          |
| 주요 아티스트    | 주요 아티스트 | 주요 아티스트 | 주요 아티스트 | 주요 아티스트 |
| ---------------- | ------------- | ------------- | ------------- | ------------- |
| "Motions"        | 2014          | 나오미 스콧   | 피터 셰프치크 | [ 25 ]        |
| "Lover's Lies"   | 2017          | 나오미 스콧   | 대니얼 커밍스 | [ 26 ]        |
| "Vows"           | 2017          | 나오미 스콧   | 나오미 스콧   | [ 27 ]        |
| 아티스트로서     |               |               |               |               |
| "Fall From Here" | 2014          | 닉 브루어     | 매슈 워커     | [ 28 ]        |
| 게스트 출현      |               |               |               |               |
| "Hurricane"      | 2013          | 브리짓 멘들러 | 로버트 헤일스 | [ 29 ]        |

## 수상 및 후보
| 연도 | 작품                    | 시상식           | 부문                          | 결과 | 출처   |
| ---- | ----------------------- | ---------------- | ----------------------------- | ---- | ------ |
| 2017 | 파워레인져스: 더 비기닝 | 틴 초이스 어워즈 | 초이스 무비: SF 여자 배우상   | 후보 | [ 30 ] |
| 2019 | 알라딘                  | 틴 초이스 어워즈 | 영화 SF 판타지 여자 배우 부문 | 수상 |        |
| 2019 | 알라딘                  | 새턴 어워즈      | 여자 배우 조연상              | 후보 |        |